# 슈테판 바일
슈테판 페터 바일(독일어: Stephan Peter Weil, 1958년 12월 15일 ~ )은 독일의 정치인이다. 2013년부터 니더작센주의 총리를 지내고 있다.

## 생애
슈테판 바일은 1958년 12월 15일 함부르크에서 태어났다. 부모는 슐레지엔 지방 출신으로, 아버지는 기술자, 어머니는 경제학자였다. 1965년부터 가족이 하노버로 이주한 후 그 지역 김나지움을 졸업했다. 1978년 괴팅겐 대학교에 입학해 1983년 법학 학위를 받고 졸업했다. 졸업 후 3년 뒤인 1986년 사법 시험에 합격해 하노버에서 변호사로 일하다가 1989년부터 니더작센 주 법무부에서 판·검사로 근무했다. 1997년부터 2006년까지 하노버에서 재정 담당자로 근무했다.

## 사생활
슈테판 바일은 1987년 로제마리 켈코브바일과 결혼했다. 둘 사이에는 아들 1명이 있다. 로제마리 켈코브바일은 후에 하노버 대학교 총장에 선출됐다. 바일은 태어났을 때부터 가톨릭 신자였으며, 1980년대부터 교회에 나가지는 않지만 신앙생활은 계속 유지하고 있다고 밝혔다. 바일은 또 국제 로터리 회원이다. 한편으로 바일은 2000년대부터 하노버 마라톤에 계속 출전하고 있으며, 하노버 96의 팬이다.

## 역대 선거 결과
| 선거명      | 직책명          | 대수 | 정당            | 득표율 | 득표수 | 결과 | 당락                 |
| ----------- | --------------- | ---- | --------------- | ------ | ------ | ---- | -------------------- |
| 2013년 선거 | 니더작센의 총리 | 12대 | 독일 사회민주당 | 50.37% | 69표   | 1위  | 니더작센 주총리 당선 |
| 2017년 선거 | 니더작센의 총리 | 12대 | 독일 사회민주당 | 76.64% | 105표  | 1위  | 니더작센 주총리 당선 |